# Tone Sekelius
Tone Sekelius (16 lipca 1997 w Växjö) – szwedzka influencerka i piosenkarka.

## Życiorys
Urodziła się jako chłopiec o imieniu Thomas Sekelius, jednak odkąd była w wieku nastoletnim, zawsze dążyła do kobiecego ideału. W młodości cierpiała z powodu samookaleczeń oraz zaburzeń odżywiania. Jeszcze jako Thomas, zadebiutowała na rynku fonograficznym w 2017 singlem „Awakening”, który w warstwie tekstowej dotyczył ujawnienia swojej orientacji homoseksualnej i osiągnął 89. miejsce na Sverigetopplistan w Szwecji. W tym samym roku opublikowała także singel „One More in the Crowd”, który stał się oficjalną piosenką Stockholm Pride 2017. W 2020 Sekelius ogłosiła, iż jest osobą panseksualną, a 2021 w wywiadzie dla Aftonbladet ujawniła się jako osoba transpłciowa i ogłosiła zmianę imienia na Tone. Opublikowała jednocześnie film Jestem trans w serwisie Youtube, a także dokument zatytułowany Nazywam się Tone w serwisie telewizji internetowej Discovery+. Przedtem, przez 3 lata, deklarowała się jako osoba genderfluid, której tożsamość płciowa zmienia się między męską, żeńską i niebinarną.
W 2022 została ogłoszona uczestniczką Melodifestivalen 2022, do którego zgłosiła się z piosenką „My Way”, jednocześnie stając się pierwszą jawnie transpłciową wokalistką w konkursie. Konkursowy utwór ostatecznie zajął piąte miejsce w finale i dotarł do 9. pozycji najlepiej sprzedających się singli w Szwecji. W tym samym roku artystka została prezenterką serialu telewizyjnego Paradise. W 2023 została uczestniczką Melodifestivalen 2023 z utworem „Rhythm of My Show”, zajmując ostatnie, 12. miejsce w finale. Utwór uplasował się na 19. miejscu zestawienia Sverigetopplistan.

## Dyskografia

### Single
| Rok                                                | Tytuł                   | Najwyższa pozycja na liście |
| Rok                                                | Tytuł                   | SWE                         |
| -------------------------------------------------- | ----------------------- | --------------------------- |
| 2017                                               | „Awakening”             | 89                          |
| 2017                                               | „One More in the Crowd” | –                           |
| 2018                                               | „Christmas Lights”      | –                           |
| 2022                                               | „My Way”                | 9                           |
| 2022                                               | „What a Shame”          | –                           |
| 2022                                               | „Crying on Christmas”   | –                           |
| 2023                                               | „Rhythm of My Show”     | 19                          |
| „–” oznacza, że singel nie był notowany na liście. |                         |                             |